# Jorge Tavares (football, 1905)
Pour les articles homonymes, voir Jorge Tavares.
Jorge Tavares, de son nom complet, Jorge Gonçalves Tavares, est un footballeur portugais né le 21 janvier 1905 et mort le 10 avril 1951.

## Biographie
Il joue toute sa carrière au Benfica Lisbonne.
En équipe du Portugal, il reçoit 3 capes entre 1926 et 1929. Il participe aux Jeux olympiques de 1928 à Amsterdam. 

## Carrière
- 1925-1932 :  Benfica Lisbonne

## Palmarès
Avec le Benfica Lisbonne :
- Vainqueur du Campeonato de Portugal (équivalent de la coupe du Portugal) en 1930 et 1931